# T. H. Subash Chandran
T. H. Subash Chandran (Thetakudi Harihara Subash Chandran; * 25. April 1946 in Chennai; † 5. Juni 2020 ebenda) war ein indischer Perkussionist, Komponist und Musikpädagoge.

## Leben
Der Sohn des Musikers T. R. Harihara Sharma war ein Multiperkussionist. Er spielte Ghatam und beherrschte die indische vokale Perkussionskunst Konnakol. Außerdem spielte er auch Mridangam, Kanjira und Morsing. International bekannt wurde er durch Auftritte bei den Vereinten Nationen und bei indischen Festivals u. a. in den USA, Russland, Japan und der Schweiz. Er unternahm Tourneen durch die USA, Kanada und Südamerika, durch Deutschland und andere europäische Staaten.
Neben Auftritten mit dem New York Philharmonic unter Leitung von Zubin Mehta und dem Philharmonischen Orchester Oslo (mit dem Geiger L. Subramaniam) stand er mit namhaften westlichen Musikern wie Yehudi Menuhin, Stéphane Grappelli, Tony Williams und Max Roach und indischen Musikern wie M. S. Subbulakshmi, Bala Murali Krishna und U. Srinivas auf der Bühne. In Kala Sangams Global Echoes trat er mit dem Vinaspieler Shri Ravikiran auf. Er wirkte an zahlreichen Aufnahmen mit und veröffentlichte 2002 die erste Lehr-CD für Ghatam und Konnakol. Für die Choreographin Chandralekha komponierte er die Musik für ihre Tanzproduktionen Mahakal, Raaga und Yantra.
Als Lehrer war er stellvertretender Leiter der Musikschule Sri Jaya Ganesh Tala Vadya Vidyalaya. 1976–77 unterrichtete er am California Institute of the Arts. Von 1989 bis 1991 arbeitete und unterrichtete er am Sri Venkateshwara Temple in Pittsburgh, Pennsylvania. Außerdem war er Professor am Sankara Institute of Percussive Arts and Music in New Jersey. Zu seinen Schülern zählten u. a. V. Selvaganesh, N. Ramakrishnana und Ganesh Kumar. Auch sein jüngerer Bruder T. H. Vinayakaram wurde als Ghatamspieler bekannt.